# Niloc Amsterdam

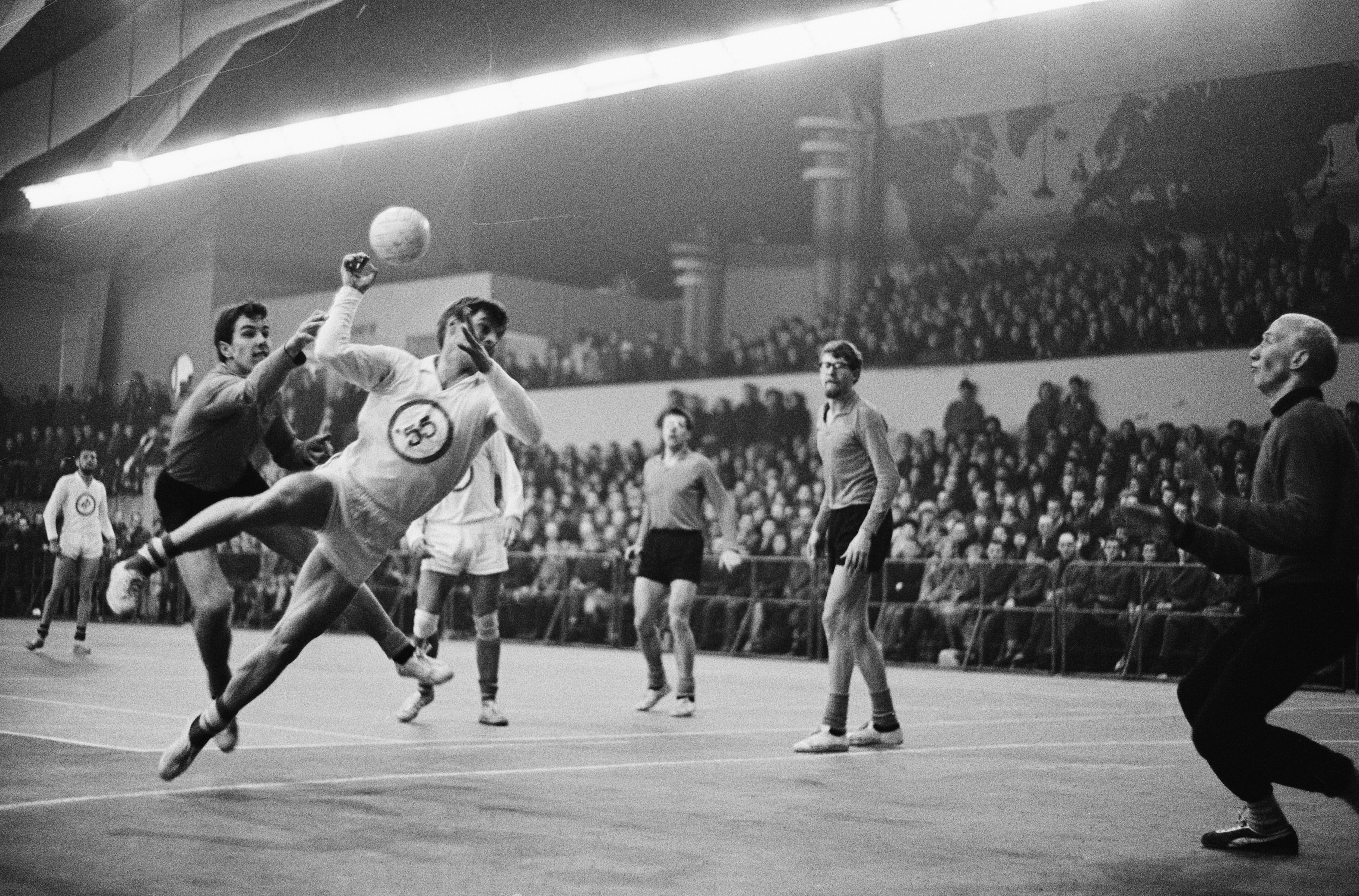
Match entre l'Operatie '55 La Haye et le Niloc Amsterdam en 1965.

Le Niloc Amsterdam est un ancien club hollandais de handball qui était situé à Amsterdam, le club comprenait une section féminine, dont les performances n'ont rien à envier à celles de son homologue masculine. Ce club était très populaire dans les années 1970 et 80.
Aujourd'hui, le club est connu comme le premier club féminin à représenter les Pays-Bas en 1962.

## Palmarès masculin
- 2 AfAB Eredivisie

## Palmarès féminin
- 7 AfAB Eredivisie
- 2 Coupe des Pays-Bas féminin

## EHF Champions League (féminin)
Grâce à sa victoire en AFAB Eredivisie en 1961, le Niloc Amsterdam put se qualifier en EHF Champions League, il rencontra le club Français, US Ivry, qu'il battu puis se hissa en seizième de finale, et dû affronter le club danois, Frederiksberg, mais le Niloc Amsterdam s'inclina 30-13 puis un peu plus de 20 ans après, grâce à une nouvelle victoire en AFAB Eredivisie en 1984, le Niloc Amsterdam put se qualifier en EHF Champions League, il rencontra le club luxembourgeois, HBC Bascharage, qu'il battu 19-53 puis se hissa en seizième de finale, et dû affronter le club Bulgare, Georgi Dimitrov, mais le Niloc Amsterdam s'inclina 44-54.

## Coupe EHF
Grâce à sa victoire en AFAB Eredivisie en 1984, le Niloc Amsterdam put se qualifier en Coupe EHF, il rencontra le club Belge, Avanti Lebbeke, où il s'inclina 18-16 en Belgique mais il le battit 5-19 à domicile et put donc se hisser en quart de finale, et dut affronter le club hongrois, Bakony Vegyész, mais le Niloc Amsterdam s'inclina 20-16 en Hongrie et 23-21 à domicile.

## Club rencontrés en championnat européen

### EHF Champions League
- Frederiksberg (1962)
- US Ivry Handball (1962)
- HBC Bascharage (1984)
- Georgi Dimitrov (1984)

### Coupe EHF
- Avanti Lebbeke (1982)
- Bakony Vegyész (1982)